# Dent de Hautadon
La dent de Hautadon est un sommet des Préalpes vaudoises et fribourgeoises, en Suisse, qui culmine à 1 871 m d'altitude. La crête dont elle fait partie définit un tronçon de la frontière cantonale entre les cantons de Vaud et de Fribourg.
Son versant nord-ouest est une paroi rocheuse raide. Le versant sud-est présente une pente plus douce, herbeuse.